# Качкорташ
Качкорташ — река в России, протекает в Чегемском и Эльбрусском районах Кабардино-Балкарской Республики. Длина реки составляет 11 км, площадь водосборного бассейна 46,3 км².
Начинается на северном склоне Скалистого хребта к северо-востоку от горы Лха. Течёт в северном направлении между горой Мамишукобаш и урочищем Гедафкол. Устье реки находится в 100 км по правому берегу реки Баксан в лесу Джилису-Агачи.
Основной приток — река Кудахурт, впадает слева.

## Данные водного реестра
По данным государственного водного реестра России относится к Западно-Каспийскому бассейновому округу, водохозяйственный участок реки — Баксан, без реки Черек. Речной бассейн реки — реки бассейна Каспийского моря междуречья Терека и Волги.
Код объекта в государственном водном реестре — 07020000712108200004628.